# ウダイカンバ
ウダイカンバ（鵜松明樺、学名: Betula maximowicziana）は、カバノキ科カバノキ属の落葉高木。山地に生える。別名、サイハダカンバ、マカバ（真樺）、マカンバとも呼ばれる。

## 名前
樹皮は少々濡れても燃えることから松明にも用いられ、鵜飼いの松明（鵜松明）から転じてウダイという名が付けられたとされる。アイヌ語で「本当の樺の皮が採れる木」という意味でシタッニとも呼ばれていた。樹皮は、北海道ではガンピと呼ばれて靴底や焚き付けに使われてきたが、高級紙の原材料であるガンピ（ジンチョウゲ科ガンピ属の落葉低木）とは異なることに注意。

## 分布と生育環境
北海道と福井県・岐阜県以北の本州に分布する。ウダイカンバは遺伝子的には北海道から東北北部に分布する北部集団、東北南部から本州中部に分布する南部集団の2つに分けられるといい、北上山地などには両者の混在する地域があるという。

## 形態
落葉広葉樹の高木で、樹高は30メートル (m) 、胸高直径1 mに達する。樹皮は灰白色で横に長い筋が目立つ。樹皮はシラカンバにもやや似るが、より黒ずんだ印象で幹回りも太く、横に剥がれる。若い枝は暗紫褐色で、短枝が発達する。葉は広卵形。花期は5 - 6月。冬芽は互生し、雄果序以外は鱗芽で、芽鱗は4 - 5枚つく。雄花序の冬芽は裸芽で、枝先につき、雌花序の冬芽は短枝の先につく。葉痕は半円形で、維管束痕が3個つく。

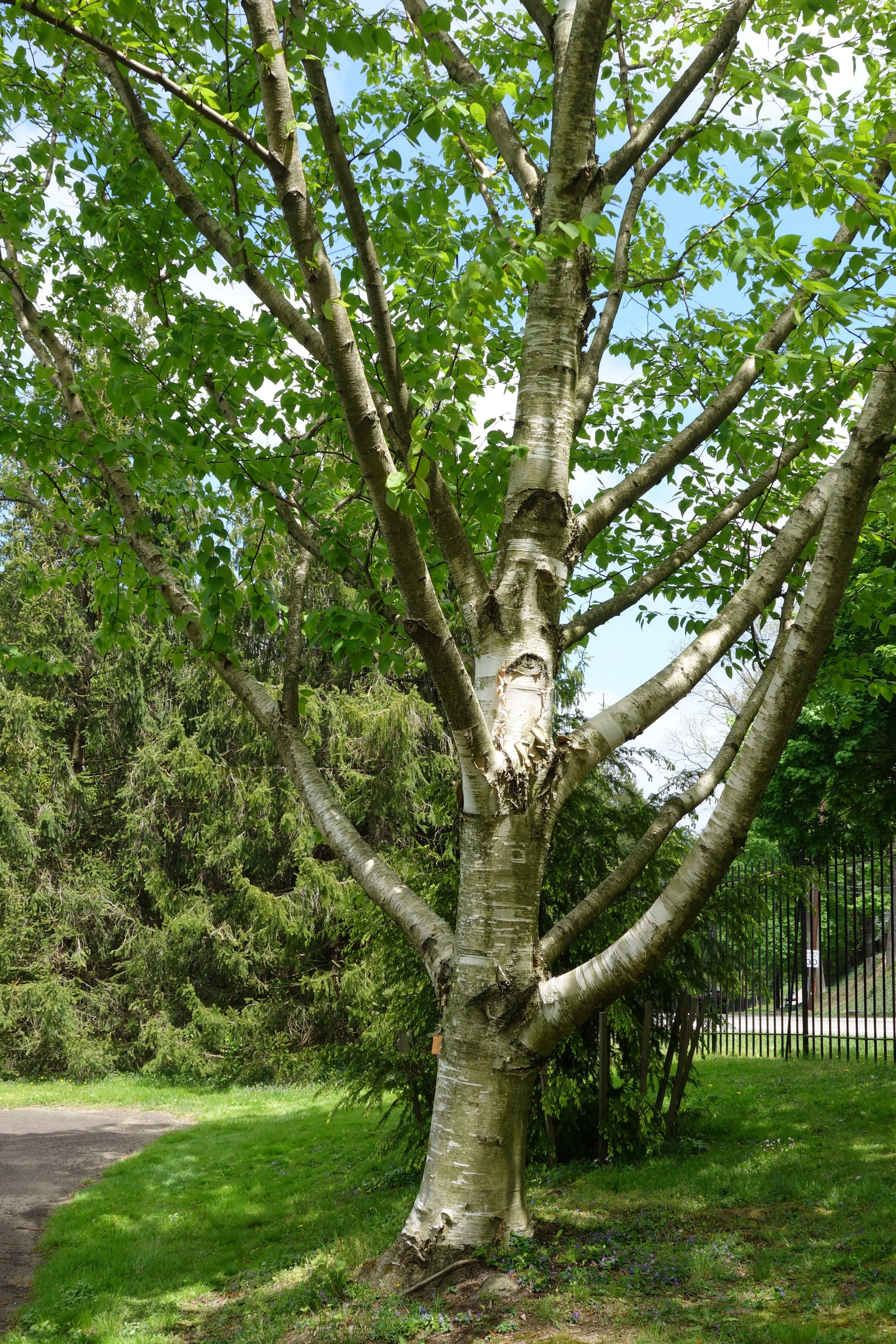
樹形
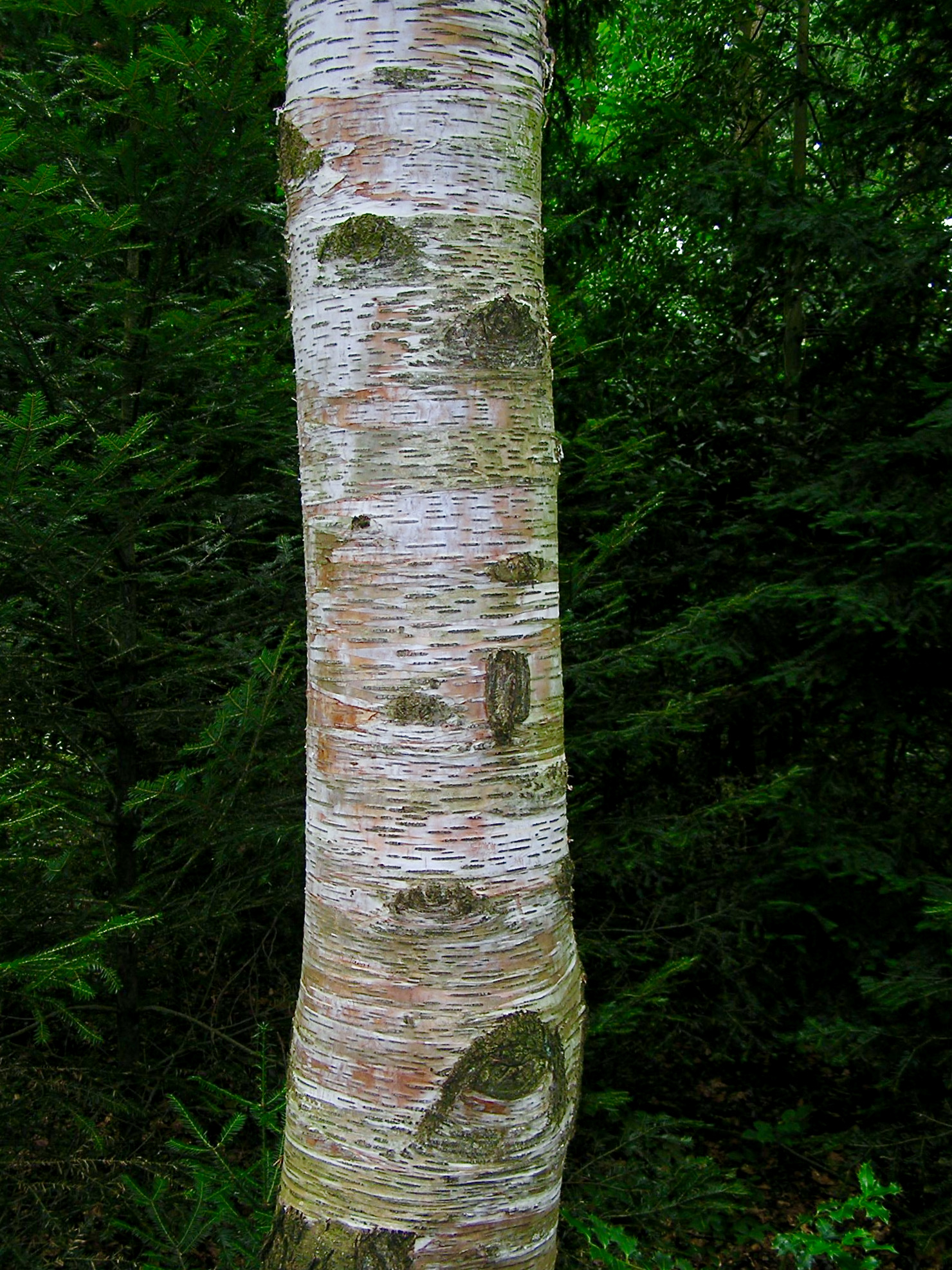
樹皮は横方向の筋が目立つ
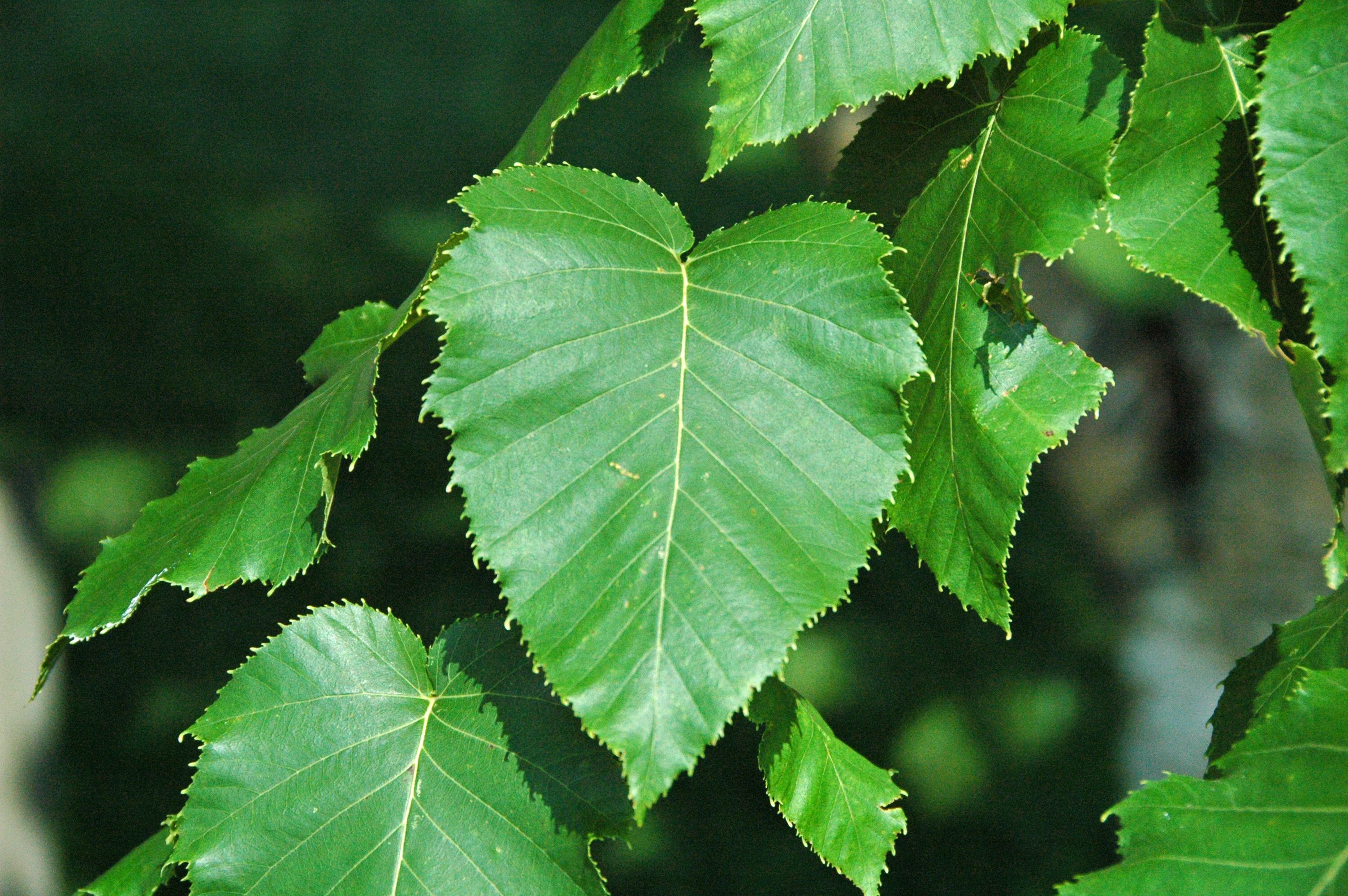
葉

## 生態
大木は急斜面の上部で土壌がB型の場所に多いという
陽樹。山火事跡地や伐採跡地など何らかの原因で無立木地になったところに侵入して素早く成長する。ウダイカンバは埋土種子を形成し土壌中に大量の休眠した種子を蓄え
好適な条件になるのを待っている。5年間埋土したものであっても50％以上の種子が発芽するという報告もある。このような状態では地表の土壌やササを除去してやるだけで大量に発芽してくるという
大型の蛾であるクスサン (Caligula japonica）は様々な植物の葉を食べるが、シラカンバと比較したときにウダイカンバを食べたほうが体重の増加がよく餌資源として魅力的であるという報告がある

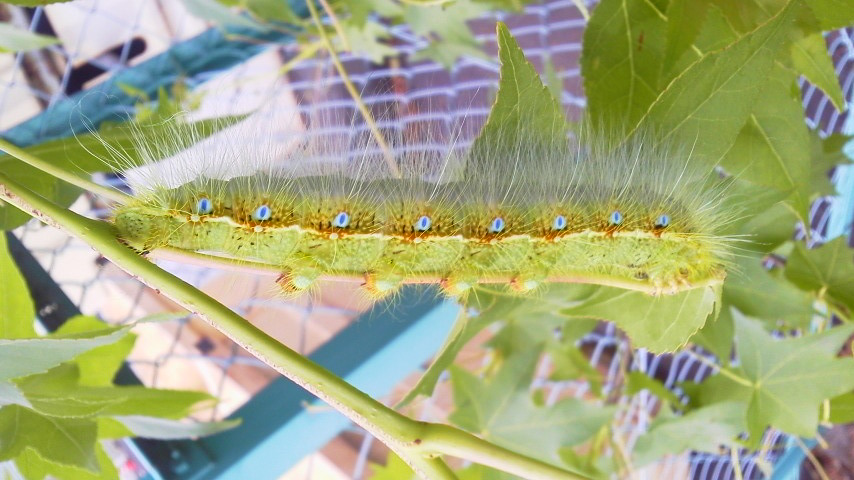
クスサンの終齢幼虫

## 人間との関係
素材としてねじれが少なく強度も高く加工しやすいことなどから、広く住宅建材、家具、楽器などの原材料に利用。変わったところではピアノのハンマー、第二次世界大戦末期には航空機のプロペラにも採用された。
ウダイカンバは、材質的に心材（年輪の中心付近）が淡い赤みを帯びた褐色であり、見栄え次第では高額で取引されるなど珍重されてきた。その色合いから家具業界では敢えてサクラと呼ぶこともある。一方、ウダイカンバの中でも褐色の心材の割合が低く白色気味の辺材（樹皮に近い部分）が多い木材は、そのコントラストから鳥類のメジロの名をかけてメジロカンバもしくはメジロカバと呼び分けられ、木目で評価される突板などに使われていたが、一般的なウダイカンバと比較すると安い価格で流通するケースも見られた。しかし21世紀に入り、天然林の伐採量の減少から流通量も減少したこと、風合いも評価されるようになったことから高級材として扱われている。